# Vienna Open 2002
Il Vienna Open 2002, noto anche come Bank Austria Tennis Trophy per motivi di sponsorizzazione, è stato un torneo di tennis giocato sul cemento indoor.
È stata la 28ª edizione del Vienna Open e faceva parte della categoria International Series Gold nell'ambito dell'ATP Tour 2002. Il torneo si è giocato alla Wiener Stadthalle di Vienna, in Austria, dal 7 al 13 ottobre 2002.

## Campioni

### Singolare maschile
Roger Federer ha battuto in finale  Jiří Novák con il punteggio di 6–4, 6–1, 3–6, 6–4

### Doppio maschile
Joshua Eagle /  Sandon Stolle hanno battuto in finale  Jiří Novák /  Radek Štěpánek con il punteggio di 6–4, 6–3